# 주세페 파발리
주세페 파발리(이탈리아어: Giuseppe Favalli dʒuˈzɛppe faˈvalli[*], 1972년 1월 8일~)는 이탈리아의 전직 프로 축구 선수이다. 다재다능하고, 꾸준하고, 끈질기며, 노련한 수비수인 파발리는 중앙 수비 외에도 좌측 혹은 우측 측면 어느 측면 수비로도 배치 가능했다.
1988년, 크레모네세에서 프로 무대에 입문한 그는 라치오, 인테르나치오날레, 그리고 밀란에서 세리에 A 무대에 활약했다. 파발리는 국제 대회에서 이탈리아를 대표로 1994년과 2004년 사이에 8경기 출전했고, 유로 2004에 자국을 대표로 참가했다. 그는 앞서 U-23 국가대표팀의 일원으로 1992년 하계 올림픽에도 참가했다.

## 클럽 경력

### 크레모네세
파발리는 1988년에 당시 세리에 B에 속한 크레모네세에서 신고식을 치렀다. 이후 소속 구단이 1989년에 세리에 A에 승격하면서, 그의 첫 1부 리그 경기는 1989년 8월 27일, 인테르나치오날레와의 경기로, 이 경기에서 1-2로 패했다.

### 라치오
파발리는 인상적인 활약으로 1992년 여름에 라치오로 이적했다. 그는 알레산드로 네스타가 2002년에 밀란으로 떠나면서 주장으로 임명되었다. 그는 라치오 시절에 방패(Scudetto)를 1번, 코파 이탈리아를 3번, 수페르코파 이탈리아나를 2번, UEFA 슈퍼컵을 1번 들어올린 것 외에도 지지자들의 든든한 지원을 받았다. 그는 하양-하늘 군단(Biancocelesti) 소속으로 모든 대회를 통틀어 401번의 경기에 출전했고,(라치오 역사상 통산 최다 출장 2위) 6골을 득점했다.

### 인테르나치오날레
파발리는 2004년 6월 1일에 인테르나치오날레로 자유이적했다. 그는 인테르나치오날레 소속으로 코파 이탈리아를 2005년과 2006년에 연달아 우승했고, 그에 따라 그는 이 대회를 3년 연속으로 우승했다.(2004, 2005, 2006) 또한 그는 인테르나치오날레 소속으로 2번째 방패(Scudetto)를 손에 넣었는데, 축구게이트(Calciopoli) 스캔들로 유벤투스의 2006년 우승이 취소되면서 우승 구단이 인테르나치오날레로 변경되었다. 그러나 그는 2006년 월드컵 종료 후 파비오 그로소가 합류하면서 크게 입지를 잃어 잉여 전력으로 전락했고, 2005-06 시즌 종료 후 계약을 연장하지 않았다.

### 밀란
인테르나치오날레와의 계약이 만료된 파발리는 전 라치오 동료였던 주세페 판카로의 대체자로 밀란으로 이적했지만, 이번에도 카하 칼라제와 파올로 말디니가 좌측 수비 자리를 선점하여 출전 기회를 많이 잡지 못하고 주로 벤치에서 보냈다. 그는 2007년 챔피언스리그 결승전에서 막판에 교체 투입되어 리버풀을 2-1로 이기고 밀란의 통산 7번째 유러피언컵/챔피언스리그 우승을 도왔다. 밀란 지지자들은 그가 엠폴리와 메시나를 상대로 연달아 이 시즌의 유이한 2골을 넣으면서 파발리뉴(Favallinho)라는 별칭을 붙였다. 파발리는 말년에 적흑 군단(Rossoneri)의 중앙 수비를 맡았다.
2010년 7월 1일, 38세의 파발리는 밀란에서 방출되었고, 얼마 지나지 않아 은퇴했다.

## 국가대표팀 경력
파발리는 U-18 국가대표팀 경기에 출전한 경험이 있고, U-21 국가대표팀 일원으로 1992년 U-21 유럽 선수권 대회를 우승했고, 바르셀로나에서 열린 1992년 하계 올림픽에 이탈리아 선수단 일원으로 참가했다.
파발리는 1994년부터 2004년까지 이탈리아 성인 국가대표팀 경기에 8번 출전했다. 그는 유로 2004에 참가한 이탈리아 선수단의 일원이었다. 그는 1-1로 비긴 스웨덴과의 조별 리그 2차전 경기에서 76분에 젠나로 가투소와 교체되어 본선에서 딱 1경기 출전했다. 이탈리아는 기대이하의 부진 속에 조별 리그에서 조기에 떨어졌는데, 이탈리아는 스웨덴과 덴마크와 함께 셋이서 승점 5점으로 동률을 이루고 있었고, 이 중 이탈리아만이 8강전에 진출하지 못했다.

## 경력 통계

### 국가대표팀
출처:
| 이탈리아 국가대표팀 | 이탈리아 국가대표팀 | 이탈리아 국가대표팀 |
| 연도                | 출장                | 골                  |
| ------------------- | ------------------- | ------------------- |
| 1994                | 1                   | 0                   |
| 1998                | 1                   | 0                   |
| 2004                | 6                   | 0                   |
| 합계                | 8                   | 0                   |

## 수상

### 클럽
라치오
- 세리에 A: 1999–2000
- 코파 이탈리아: 1997–98, 1999–2000, 2003–04
- 수페르코파 이탈리아나: 1998, 2000
- 컵위너스컵: 1998–99
- UEFA 슈퍼컵: 1999

인테르나치오날레
- 세리에 A: 2005–06
- 코파 이탈리아: 2004–05, 2005–06
- 수페르코파 이탈리아나: 2005

밀란
- 챔피언스리그: 2006–07
- UEFA 슈퍼컵: 2007
- 클럽 월드컵: 2007

### 국가대표팀
이탈리아
- U-21 유럽 선수권 대회: 1992